# Abattoirs de la municipalité de Tunis

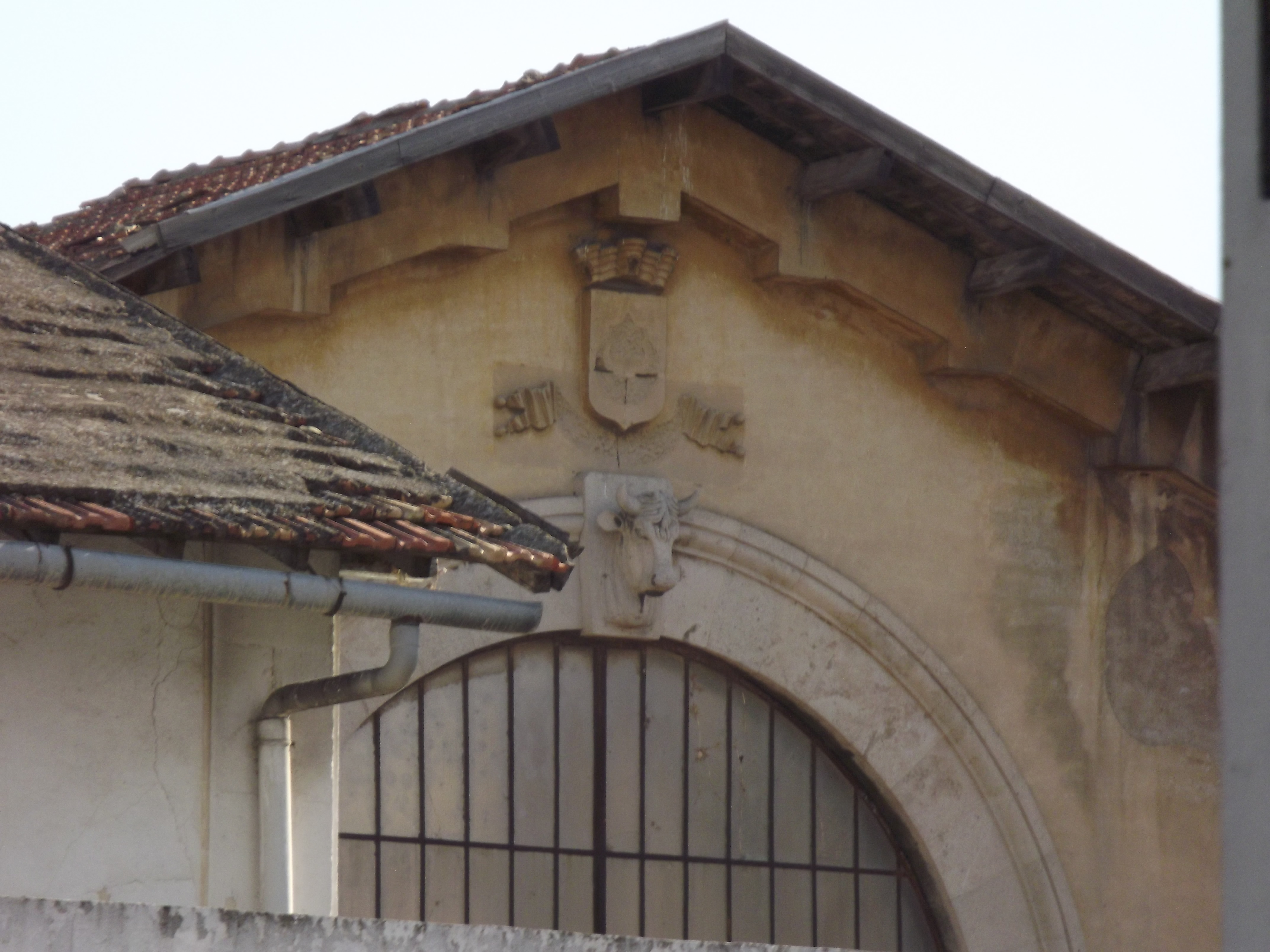
Façade du bâtiment principal

Les abattoirs de la municipalité de Tunis sont un ensemble de bâtiments de Tunis, capitale de la Tunisie, situés dans le quartier de Montfleury, non loin de Bab Alioua. 
L'ensemble est construit en 1887 et servait autrefois d'abattoirs. 